# Ferid Avdić
Ferid Avdić (* 13. Juni 1960 in Sarajevo, SFR Jugoslawien) ist ein bosnischer Volksmusiker und Sevdalinka-Sänger.

## Leben
Ferid Avdić wurde als Sohn einer Arbeiterfamilie in der bosnischen Hauptstadt Sarajevo geboren. Sein Vater stammt ursprünglich aus der südbosnischen Stadt Bileca. Seine Mutter kommt aus Gacko, einer Kleinstadt im südlichen Osten des Landes.
2017 wurde bekannt, dass Ferid Avdić an einem Dickdarmkarzinom leidet. Kurz darauf begab er sich in ärztliche Behandlung und begann eine Therapie, welche ihn dazu zwang, sich vorerst aus dem Musikgeschäft zurückzuziehen. 2018 organisierten einige seiner bosnischen Gesangskollegen ein humanitäres Konzert für Avdić, welches den Zweck hatte, Geld für eine Operation zu sammeln. Nach einer erfolgreichen Operation kehrte Ferid Avdić auf die Bühne zurück.

## Diskografie

### Alben
- Ti si ta (1983) (uz ansambl Dragana Stojkovića)
- Sviđaš mi se (1984)
- Izađi mala (1985)
- Daj mi, daj mi (1986)
- Nema dalje (1987)
- Navika si moja bila (1988)
- Griješio sam prema tebi (1989)
- Moja vjera ljubo (1990)
- Sve zbog tebe (1996)
- Znaj da te volim (2007)
- Bosno moja lijepih planina (2008)
- Monopol (2013)